# Siberië

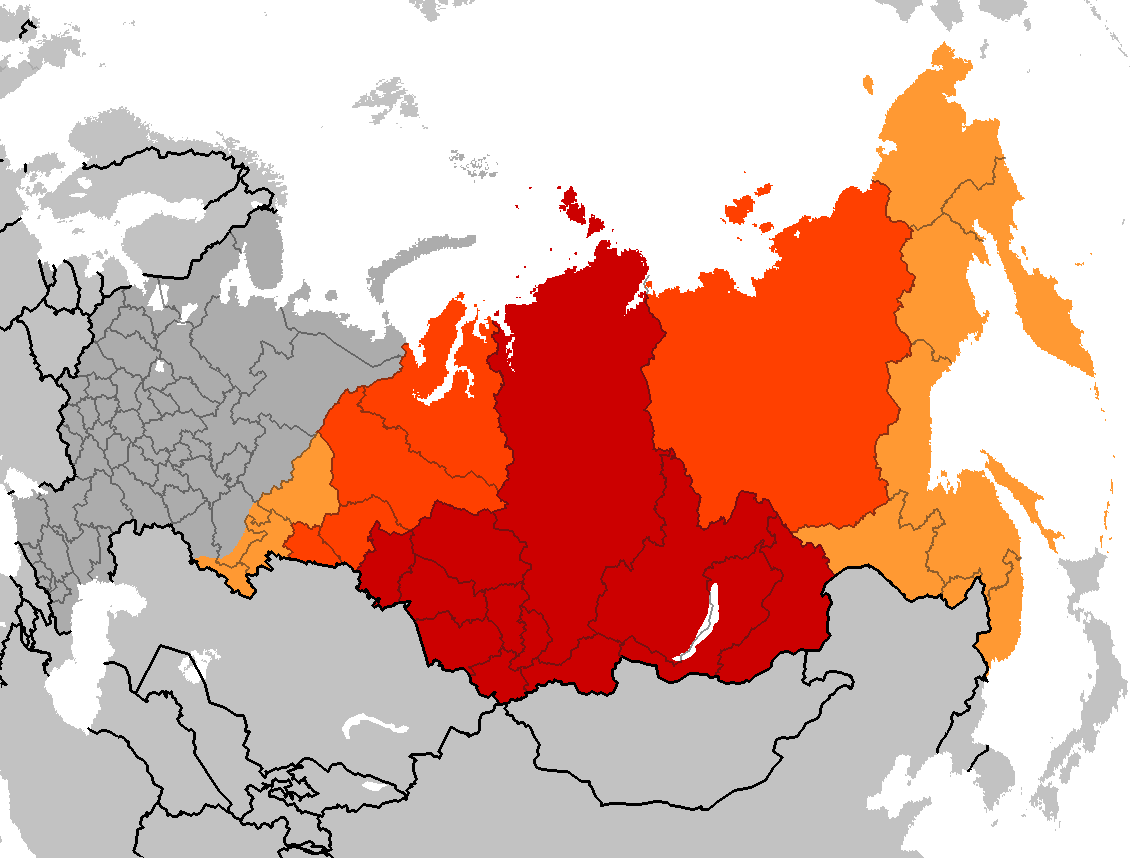
Federaal district Siberië
Geografisch Siberië
Historisch Siberië (en Siberië volgens verscheidene westerse bronnen)

Siberië (Russisch: Сибирь, Sibir) is een groot gebied in Noord-Azië dat in oostelijk Rusland ligt.

## Geografie

### Omvang
Tegenwoordig wordt de naam Siberië gebruikt voor het federaal district Siberië. Het historische en geografische Siberië is groter en omvat het grootste deel van het federaal district Oeral en een deel van het federaal district Verre Oosten (Jakoetië).
Het noorden van Kazachstan wordt ook tot Siberië gerekend.

### Oppervlakte
Geografisch gezien heeft Siberië binnen Rusland een oppervlakte van 10.006.450 km², waarmee het ongeveer 59% van het totale grondgebied van Rusland beslaat en ongeveer 23% van geheel Azië.
Historisch gezien beslaat het gebied zelfs ongeveer 75% van het totale grondgebied van Rusland en valt ook het gehele Russische Verre Oosten eronder, tegenwoordig wordt dit echter als een apart gebied gezien. Delen van het Oeralgebied ten oosten van de kam van het Oeralgebergte worden in Westerse bronnen ook vaak tot Siberië gerekend.

### Landschappen
Geografisch valt Siberië, samen met het Russische Verre Oosten, op te delen in een aantal Russische grootlandschappen: het West-Siberisch Laagland, het Noord-Siberisch Laagland, het Midden-Siberisch Bergland, het Zuid-Siberisch Gebergte, de Centraal-Jakoetische Vallei, het Oost-Siberisch Bergland en het Oost-Siberisch Laagland. Daarbinnen bevindt zich weer een groot aantal kleinere gebieden.

### Rivieren
Het gebied wordt doorsneden door een aantal van de grootste rivieren ter wereld; de Ob, de Jenisej en de Lena. Andere grote rivieren zijn onder andere de grensrivier Amoer, de Olenjok en de Indigirka. Behalve de Amoer stromen al deze rivieren naar de Noordelijke IJszee.

### Klimaat en bodemgebruik
Siberië heeft een extreem landklimaat, met zeer strenge winters en warme zomers. Door verschillende gebergten in het oosten liggen de temperaturen in Oost-Siberië gemiddeld wat lager in de winter dan in West-Siberië. De laagste temperaturen van het noordelijk halfrond werden er gemeten, met uitschieters in 1892 en 1933 van tegen −70 °C. Het record staat voor Verhojansk op −67,8 °C in 1893 en voor Ojmjakon op −67,7 °C in 1933 als het om het absolute minimum gaat. In 2020 werd echter bekend dat in februari 1991 op Groenland een nog lagere waarde is gemeten: −69,6 °C. Deze waarde is geregistreerd door een automatisch weerstation en bijna drie decennia lang onopgemerkt gebleven. De WMO heeft deze meting alsnog gecontroleerd en geverifieerd, waarmee deze waarde de records uit Verhojansk en Ojmjakon verbrak. Zelfs op de Noordpool zijn nooit lagere temperaturen gemeten.
Tijdens de zomer kan de temperatuur oplopen tot meer dan 30 °C. Ojmjakon kwam ooit tot 34,6 °C en Verhojansk zelfs op 38,0 °C. Daarmee is Verhojansk de meest continentale plaats ter wereld met een verschil tussen hoogste en laagste temperatuur van 105,8 °C. Ojmjakon doet er weinig voor onder met 102,3 °C als verschil. Overigens blijft Verhojansk ook nipt de meest continentale plaats in de wereld als we naar de gemiddeld koudste en warmste maand kijken. Zie ook: Ojmjakon.
Het grootste deel van Siberië bestaat uit taiga; ten noorden ligt een gebied met bostoendra en het noordelijkste deel van Siberië bestaat uit extreem koude toendra, waarvan de ondergrond permanent bevroren is, dit heet permafrost.
In het zuiden en zuidwesten van Siberië ligt een deel van het Russische landbouwgebied.

## Milieu
Het natuurlijke milieu van Siberië, en vooral dan de bosgebieden, staat onder druk door ontbossing en natuurbranden. In de meeste zomers breken bosbranden uit in de boreale wouden van Oost-Siberië, maar ook andere gebieden hebben onder natuurbranden te lijden. Bovendien is het fenomeen van de illegale houtkap niet onder controle.

## Bevolking
In Siberië wonen ongeveer 40 miljoen mensen, ongeveer 27% van de Russische bevolking. Dertig steden hebben een bevolking van meer dan honderdduizend mensen.

### Steden
De hoofdstad van het federaal district Siberië is Novosibirsk. Andere grotere steden zijn:
- Barnaoel
- Irkoetsk
- Kemerovo
- Krasnojarsk
- Novokoeznetsk
- Omsk
- Tomsk
- Tjoemen
- Jakoetsk

Tot het historisch en geografisch ruimere Siberië kunnen ook volgende steden gerekend worden:
- Tsjeljabinsk
- Chabarovsk
- Vladivostok
- Jekaterinenburg